# 高木恵子
高木 恵子（たかぎ けいこ、1981年12月7日 - ）は、岐阜放送の社員。元アナウンサー兼記者（2009年6月をもって他部署に異動）。
愛知県名古屋市出身。前職はNHK徳島放送局キャスター。椙山女学園高等学校から椙山女学園大学に進む。3人姉妹の長女。夫は衆議院議員の今井雅人。

## 過去の担当番組
- 夕がた屋テ!（報道担当）
- Weekly Fileぎふ〔Touch! the Sports（第1・第3）担当〕
- ぎふ情報クリック!
- ランチタイムニュース
- ゴォール!FC岐阜
- NEWSぎふチャン
- 全国高等学校サッカー選手権大会･FC岐阜をはじめとしたスポーツ中継（2007年の高校サッカー全国大会では、岐阜県代表・岐阜県立岐阜工業高等学校のベンチレポートを担当）
- 月～金ラヂオ2時6時（月曜リポーター）